# Taanit bekhorot
Taanit bekhorot (en hebreu: תענית בכורות) o Dejuni dels Primogènits és un dejuni que els homes jueus majors de tretze anys realitzen durant tot el període diürn de la vigília de la festivitat jueva de Péssah en senyal de gratitud. Segons explica la Santa Bíblia, יהוה va castigar els primogènits egipcis per la negativa del Faraó de deixar sortir el poble jueu d'Egipte, passant per alt als primogènits jueus. Aquesta celebració es compleix l'endemà del Pessa'h, on se celebra la fugida dels jueus d'Egipte i, per tant, la seva alliberació.
El dejuni dels primogènits cau generalment en el catorzè dia de Nissan, del calendari hebreu. Abstenció de la ingesta d'aliments a què estan obligats els primogènits, la vigília de Péssah, rememorant la darrera de les deu plagues. Poden obviar la norma en participar en una seüdat mitsvà (àpat prescrit), festa que es realitza quan es finalitza l'estudi d'un llibre del Talmud.
Apareix quan Di-s mata a tots els primogènits egipcis en la vigília del èxode. Per tant, per tots els criteris objectius, els primogènits jueus mereixien el mateix destí.
Aquesta celebració també inclou animals. Aquests eren ofrenats com a korbán (sacrifici) sobre l'altar del Santuari, i la seva carn ingerida pels kohaním (sacerdots). Però els primogènits d'alguns animals com el vedell, el xai o la cabra segueixen sent sagrats i, per tant, està prohibit el seu ús.